# Stoottroepenmuseum
Het Stoottroepenmuseum is een klein museum en vertelt het verhaal van meer dan zeventig jaar inzet, moed en strijdbaarheid van de Stoottroepers of 'Stoters' zoals deze militairen van de Koninklijke Landmacht van oudsher ook worden genoemd.
In het museum bevindt zich een stiltekamer met een boek met de namen van de gesneuvelden. De kamer is achter in het museum en biedt ruimte voor vier of vijf personen. Aan de ene muur hangt een plaquette met daarop namen van gesneuvelde Stoottroepers in willekeurige volgorde. Hierop staan ook namen van soldaten die zijn omgekomen tijdens recente missies. In de hoek staat een katheder met een map, waarin bij iedere naam op het bord meer informatie is te vinden. Aan een andere wand hangen foto's van ereplaatsen, waar Stoottroepers zijn begraven. Een graf ver van huis. Ook bevindt zich in de stiltekamer een gebrandschilderd glas-in-loodraam met drie heraldische wapens.
Met de stiltekamer wil het regiment Stoottroepen Prins Bernhard bezoekers van het museum de mogelijkheid bieden om in stilte gesneuvelde Stoottroepers te gedenken.

## Locatie
Het Stoottroepenmuseum bevindt zich op het terrein van de Johan Willem Frisokazerne, gevestigd aan de Balkenweg te Assen. Op het kazerneterrein bevindt zich tevens het oorlogsmonument 'Jan de Stoter'.

## Collectie
Het museum heeft een collectie over de Stoottroepen in de tijden van de Tweede Wereldoorlog, in de oorlog van Nederlands-Indië, Nieuw-Guinea en de Balkanoorlog.